# Ограничение срока правления
Ограничение срока правления — законодательная норма,
устанавливающая предел на количество сроков, которые гражданин
может находиться на данной избираемой должности.
В случае президентских или полупрезидентских систем ограничение срока
является методом предотвращения возможности монополизации, когда
лидер фактически становится «пожизненным президентом».
Иногда имеется абсолютный предел на количество сроков, в течение которых человек может находиться на должности, в других случаях ограничивается лишь количество последовательных сроков.
Страны с парламентской системой реже используют ограничения
сроков правления для своих лидеров. Это происходит потому, что к таким лидерам едва ли применимо само понятие срока правления: скорее, они правят до тех пор, пока у них есть «доверие» парламента, а это может длиться пожизненно. Многие парламенты могут быть распущены для досрочных выборов (то есть существовать считанные месяцы), тогда как другие могут существовать до конца предусмотренного срока. Тем не менее, такие страны всё же могут налагать некоторые ограничения на те или иные должности в республике, например, должность церемониального президента может иметь предельный срок, особенно если такая должность даёт некоторые единоличные полномочия (reserve powers).

## Древняя история
Ограничение срока правления имеет давнюю историю. В глубокой древности время правления верховных правителей было ограничено по религиозным соображениям. Изучение обычаев народов, изолированных от внешнего мира и застывших на ранних этапах развития общества, показывает, что во многих из них существует обычай предавать смерти своих правителей при первых признаках наступления старости или болезни. Это делается для того, чтобы предотвратить всевозможные стихийные бедствия и потрясения. В таких архаических обществах считается, что жизнь и душа вождя магическим образом связаны с благосостоянием всего племени, что в случае его заболевания или старения народ постигнут всевозможные несчастья (неурожай, голод, эпидемии и т. п.). Джеймс Джордж Фрезер в «Золотой ветви» писал: «Предотвратить эти стихийные бедствия можно, по мнению шиллуков, только предав царька смерти, пока тот ещё крепок и бодр, чтобы божественный дух, унаследованный им от предков, мог в свою очередь перейти к преемнику молодым и здоровым».

## Античная Греция и Рим
В Древней Греции и Древнем Риме, двух ранних цивилизациях, которые имели институт выборов, существовали ограничения на некоторые должности. В Демократии Древних Афин ни один гражданин не мог состоять в совете 500 (буле) два срока подряд и более двух
сроков за всю свою жизнь или быть главой буле более одного раза. В Римской Республике был закон, устанавливавший ограничение срока поста цензора. Годичные магистраты — народные трибуны, эдил, квестор, претор, и консул не могли переизбираться до истечения определённого количества лет
(см. cursus honorum, Конституцию Римской Республики).

## Современность
Многие современные президентские республики устанавливают ограничение по срокам для высших государственных постов. В Соединённых Штатах Америки 22-й поправкой к конституции, принятой в 1951 г., установлен предел в два срока для президента. Должности вице-президента, конгрессменов и сенаторов не имеют ограничений, хотя были попытки эти ограничения ввести. В различных штатах некоторые губернаторы и законодатели штатов имеют ограничения по количеству сроков. Формальные ограничения сроков в Америке восходят к Пенсильванской Хартии свобод (Pennsylvania Charter of Liberties) 1682 г. и колониальной конституции (frame of government) Уильяма Пенна, написанной в том же году, которая предусматривала ротацию верхней палаты законодательного органа колонии (англ. provincial council) каждые три года.
Ограничения сроков правления широко распространены в Латинской Америке, где большинство стран является президентскими республиками. В начале прошлого века революционер Франсиско Мадеро популяризировал слоган Sufragio Efectivo, no Reelección (настоящие выборы, без переизбрания). В соответствии с этим принципом статьи 50 и 59 Конституции Мексики от 1917 года запрещают членам мексиканского Конгресса (Палата депутатов и Сенат) переизбираться на следующий срок. Подобным же образом президентский срок ограничен шестью годами, без права переизбрания. Это делает каждые президентские выборы в Мексике выборами без участия действующего президента.
В странах СНГ в начале 1990-х годов были приняты конституции, устанавливающие определённый срок нахождения в должности президента (обычно 5 или 4 года) и лимит на занятие президентской должности одним лицом (не более 2 сроков подряд), однако позже проявилась тенденция продления предельных сроков пребывания во власти.
В Российской Федерации президент не может находится у власти более двух сроков, однако их подсчёт, в рамках т. н. «обнуления президентских сроков», не учитывает сроки, полученные на выборах до 2020 года — до вступления в силу конституционных изменений. Ранее 81-я статья Конституции России позволяла президенту России находиться у власти не более двух сроков подряд, что в практическом правоприменении позволяло президенту избираться более чем на два срока — при условии перерывов. Такое же ограничение в два срока подряд существует и для глав субъектов Российской Федерации.
В парламентских демократиях правительство ответственно перед парламентом, может им быть отправлено в отставку, и срок полномочий главы правительства не ограничивается.

## Обход ограничений на сроки правления
По данным исследования 2019 года, изучавшего стратегии 234 инкумбентов в 106 странах, в период с 2000 года предпринималось множество попыток сохранения у власти за пределами ранее действовавших ограничений. Вне развитых демократий подобные попытки предпринимались почти половиной президентов, при этом они сопровождались номинальным уважением к конституционным правилам и процедурам. Две трети из них предпринимали попытку изменения конституции, также производилась интерпретация ограничений судами. В ряде случаев принималась новая конституция с допущением что счисление сроков должно начинаться с нуля. Около трети попыток остаться у власти были безуспешны, чаще всего, встречая широкое сопротивление. Суды, в основном, были неэффективны для поддержания в действии ограничений на сроки правления, часто подтверждая президентские попытки остаться у власти.
Среди 60 попыток остаться у власти 40 были связаны с поправками в конституцию (60 % успеха, 25 случаев), 5 — создание новой конституции (все успешны), 6 — судебная реинтерпретация ограничений (5 успешных), 6 случаев назначения преемника с сохранением неформального контроля (2 успеха), 3 случая переноса выборов на более поздний срок (все успешны). Стратегии могли комбинироваться.
Изменения конституции для расширения сроков полномочий различны. Наиболее радикальным является удаление ограничений на сроки правления (16 из 40, все успешны). В случаях, когда у президента недостаточно власти для полной отмены ограничений, может применяться продление сроков (особенно популярно в Латинской Америке, где конституции обычно допускают лишь один срок). Исследование нашло 15 попыток добавления новых сроков, из которых 11 были неуспешными. В 4 случаях происходили попытки удлинения каждого из сроков правления, из них успешны 2. В трех случаях изменения формулировались так, чтобы применяться лишь к действующим президентам.
В случаях принятия новой конституции применяется принцип: ограничения из нового текста применяются не ретроактивно, а только перспективно. Счисление сроков начинается заново. Исследователи нашли 8 попыток такой стратегии с 2000 года (3 — как вспомогательные стратегии), все попытки были успешны. Из-за того, что новая конституция обычно не содержит явного разрешения на переизбрания, часто вовлекается конституционный суд для подтверждения обнуления сроков (5 из 7).